# Yttertjärnen (Hällesjö socken, Jämtland)
Yttertjärnen är en sjö i Bräcke kommun i Jämtland och ingår i Ljungans huvudavrinningsområde. Sjöns area är 0,033 kvadratkilometer och den befinner sig 303 meter över havet.